# Andriej Biełozierow
Andriej Nikołajewicz Biełozierow, ros. Андрей Николаевич Белозеров (ur. 17 czerwca 1977) – rosyjski szachista, arcymistrz od 2002 roku.

## Kariera szachowa
Kilkukrotnie uczestniczył w mistrzostwach Europy juniorów, największy sukces odnosząc w 1995 w Żaganiu, gdzie zdobył brązowy medal w kategorii do 18 lat. W 1997 zajął IV m. (za Jewgienijem Najerem, Władimirem Małachowem i Aleksandrem Motylowem) w mistrzostwach Rosji juniorów do 20 lat. W 2001 zwyciężył w Nowosybirsku oraz podzielił I m. w Tomsku (wspólnie z Antonem Szomojewem) i w Togliatti (wspólnie z Jewgienijem Najerem), w 2003 był drugi (za Dmitrijem Boczarowem) w Tomsku, a w 2003 w turniejach rozegranych kolejno w Tomsku i Nowosybirsku zajął I miejsca. W 2004 podzielił II m. (za Aleksandrem Chasinem, wspólnie z Leonidem Jurtajewem) w Tomsku, natomiast w 2007 w tym mieście podzielił I m. (wspólnie m.in. z Farruchem Amonatowem, Andriejem Gutowem i Maratem Dżumajewem). W 2008 zwyciężył w Nowokuźniecku.
Najwyższy wynik rankingowy w dotychczasowej karierze osiągnął 1 kwietnia 2004; mając 2558 punktów, zajął wówczas 56. miejsce wśród szachistów rosyjskich.